# 関東化成工業
関東化成工業株式会社（英称： KANTO KASEI CO.,LTD.）は、神奈川県横須賀市に本社を置く化学メーカー。世界初のプラクロム（プラスチックメッキ）の量産化に成功したメーカーである。旧関東学院大学実習工場から独立した。会社のCIは学校法人関東学院と同じく「人になれ、奉仕せよ」である。

## 沿革
- 1946年2月 - 旧制関東学院工業専門学校実習工場として営業開始。
- 1949年4月 - 関東学院が新制大学に移行し関東学院大学実習工場となる。
- 1963年10月 - プラクロムの量産化に成功。また同月に関東学院大学実習工場を関東学院大学六浦キャンパス（現・金沢八景キャンパス）から現在の横須賀市池田町に移転。
- 1964年8月 - プラクロムがトヨタ自動車工業（現・トヨタ自動車）に採用。
- 1969年5月 - 学校法人関東学院から分離、関東化成工業株式会社設立。
- 1980年1月 - 2億円に増資。
- 1984年7月 - 株式会社マルチ（プリント配線多層基板製造部門を分離独立）を設立。
- 1985年2月 - 成和商事設立（関東化成工業の福利厚生会社として分離）。
- 2011年11月 - 岩手県一関市に岩手工場設立。
- 2013年11月 - インドネシアにトヨタ車体との合弁会社レジン・プレイティング・テクノロジー株式会社を設立。
- 2014年7月 - 子会社の成和商事が訪問看護事業「はまゆう」を事業開始[1]。

## 主要商品
- 自動車外装用樹脂メッキ（いわゆるプラスチックメッキ）
- 自動車外装用金属メッキ